# スリークライト

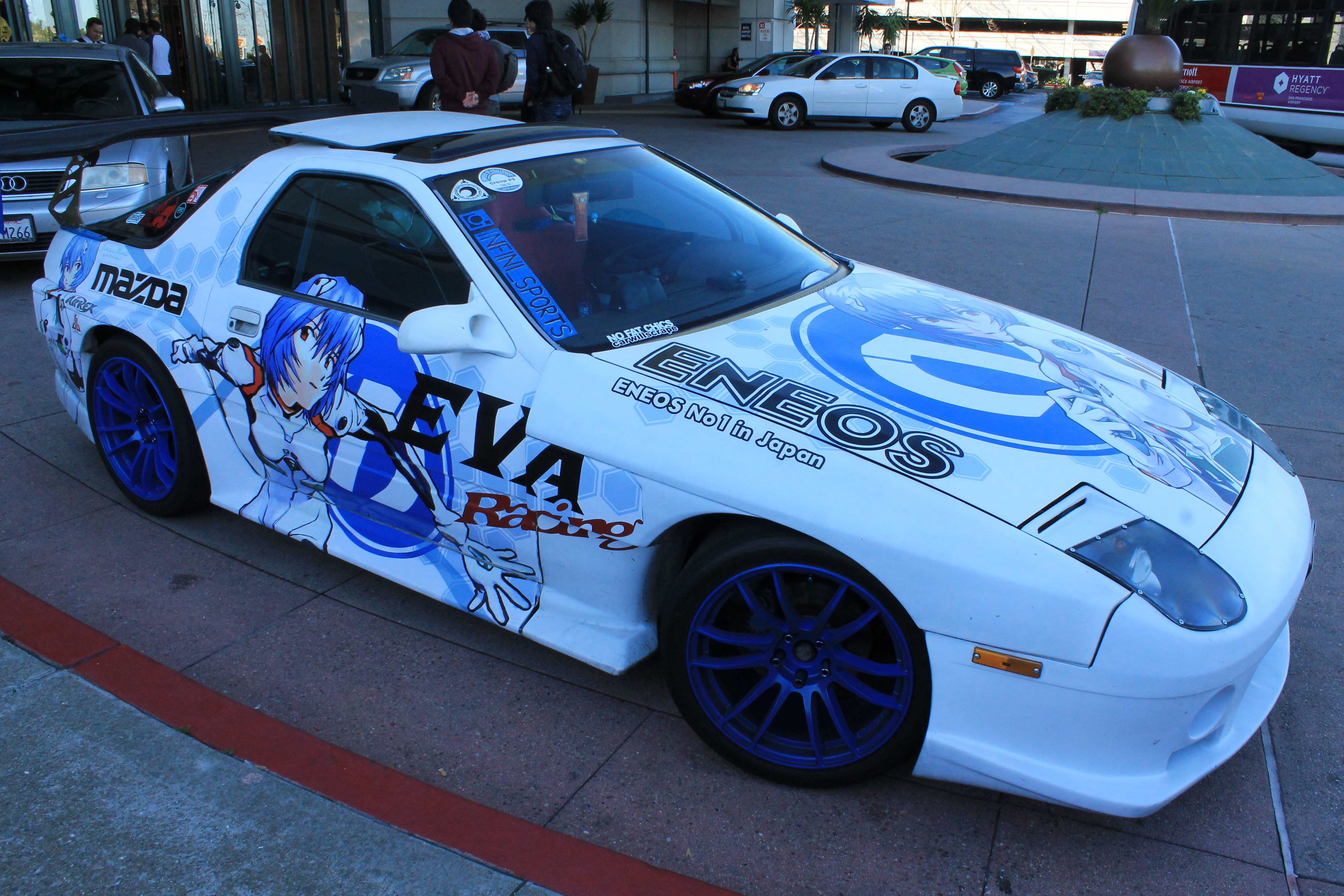
固定式ヘッドランプに改造されたRX-7(FC)。フロントのエアロは雨宮のFC3S FULL COWL-PRO 丸目4灯に類似している。

スリークライトは、自動車の前照灯の種類のひとつ。特にチューニングパーツとして使われる。
リトラクタブル・ヘッドライトを固定式ライトに置き換えるためのパーツで、点灯状態でもボディから突起する量が少なくなる。リトラクタブルの欠点である重量、点灯時の空気抵抗、モーターの故障などが改善されるほか、見た目ががらりと変わる。ものにもよるが、ブラックアウトされたハウジングに、丸目4灯ヘッドライト、ウインカーが組み合わせられる。リトラクタブル車のうち、特にマツダ・RX-7に取り付けられるもの(その中でもとりわけRE雨宮製品)を指すことが多い。
なおメーカー生産段階の車両においても上述の事情やそれをさらに際立たせる昼間点灯の義務化などにより、マイナーチェンジで同様の固定式ヘッドランプに変更された例が存在する。(ホンダ・NSX、三菱・GTO、ランボルギーニ・ディアブロなど)